# Montfermeil

Montfermeil en la Petite Couronne.

 Montfermeil  es una comuna (municipio) de Francia, en la región de Isla de Francia, departamento de Sena-San Denis, en el distrito de Le Raincy. Es el chef-lieu y mayor población del cantón de su nombre.
Su población municipal en 2007 era de 25 824 habitantes. Forma parte de la aglomeración urbana parisina.
Está integrada en la Communauté d’agglomération Clichy-sous-Bois-Montfermeil. Aquí escribió Víctor Hugo Los Miserables, y es escenario de la película Les Miserables (2019), de Ladj Ly.

## Demografía
| 721 | 836 | 857 | 768 | 952 | 905 | 1 025 | 982 | 950 | 1 124 | 1 140 | 1 003 | 997 | 1 010 | 1 229 | 1 241 | 1 188 | 1 606 | 2 009 | 2 069 | 2 619 | 4 059 | 5 536 | 6 196 | 5 660 | 8 271 | 12 019 | 21 063 | 23 237 | 22 926 | 25 556 | 24 121 | 25 824 |
| Para los censos de 1962 a 1999 la población legal corresponde a la población sin duplicidades (Fuente: INSEE [Consultar]) |     |     |     |     |     |       |     |     |       |       |       |     |       |       |       |       |       |       |       |       |       |       |       |       |       |        |        |        |        |        |        |        |